# Камалов, Никита Вадимович
Никита Вадимович Камалов (род. 8 августа 1995, Новокузнецк, Кемеровская область) — российский хоккеист, защитник.

## Биография
Воспитанник новокузнецкого «Металлурга». С сезона 2012/13 — в команде МХЛ «Кузнецкие Медведи», со следующего сезона стал играть за «Металлург» в КХЛ. Перед сезоном 2016/17 перешёл в хабаровский «Амур». В мае 2021 году был обменян в «Сочи» на Меркулова и Константинова, а в ноябре месте с Никитой Седовым — в СКА на Данилу Галенюка и Юрия Паутова. 25 июня 2024 года был обменян на денежную компенсацию в «Барыс». 24 декабря 2024 года клуб расторг контракт, а на следующий день Камалов подписал контракт с магнитогорским «Металлургом» до конца сезона.
Победитель хоккейного турнира зимней Универсиады 2019 года в Красноярске.
По состоянию на февраль 2019 года заканчивал обучение в Кемеровском государственном университете по специальности преподаватель физкультуры.